# Raphael Kapzan
Raphael Kapzan (* 30. Juni 1985 in Landshut) ist ein ehemaliger deutscher Eishockeyspieler, der über viele Jahre beim EV Ravensburg in der 2. Bundesliga respektive DEL2 aktiv war.

## Karriere
Kapzan stammt aus dem Nachwuchs des EV Landshut. Seine ersten Erfahrungen in der ersten Mannschaft des Vereins, den Cannibals, sammelte er während der Saison 2001/02 in der Oberliga. Von 2002 bis 2005 ging er für Landshut in der 2. Bundesliga aufs Eis, ehe er zur Saison 2005/06 zu den Straubing Tigers wechselte, mit denen er die Meisterschaft in der 2. Bundesliga und den Aufstieg in die Deutsche Eishockey Liga erreichte. Die folgende Spielzeit begann der Verteidiger bei den Tigers in der DEL, ehe er zum Ende der Saison beim Zweitligisten EHC München aufs Eis ging.
Im Sommer 2007 wechselte Kapzan zum EV Ravensburg, bei dem er seither in der 2. Bundesliga unter Vertrag steht. In der Saison 2010/11 wurde er mit den Tower Stars nach langer Verletzungspause Meister der 2. Bundesliga. In der zweiten Saisonhälfte kam er mit einer Förderlizenz des EHC München zu einem DEL-Einsatz.
Im März 2018 beendete er seine Karriere aufgrund mehrerer Verletzungen und wurde Geschäftsstellenleiter und Team-Manager bei den Towerstars.

### International
Für Deutschland nahm Kapzan an den U18-Junioren-Weltmeisterschaften 2002 und 2003 teil, wobei er 2003 mit der U18-Auswahl den zweiten Platz in der Division I belegte. Bei der U20-Junioren-Weltmeisterschaft 2004 stieg er mit seinem Team in die Top-Division auf, wo er mit der deutschen Mannschaft allerdings im Folgejahr die Klasse nicht halten konnte.

## Erfolge und Auszeichnungen
- 2006 Meister der 2. Eishockey-Bundesliga mit den Straubing Tigers
- 2011 Meister der 2. Eishockey-Bundesliga mit dem EV Ravensburg

### International
- 2004 Aufstieg in die Top-Division bei der U20-Junioren-Weltmeisterschaft der Division I, Gruppe A

## Karrierestatistik

### International
Vertrat Deutschland bei:
- U18-Junioren-Weltmeisterschaft 2002
- U18-Junioren-Weltmeisterschaft der Division I 2003
- U20-Junioren-Weltmeisterschaft der Division I 2004
- U20-Junioren-Weltmeisterschaft 2005

(Legende zur Spielerstatistik: Sp oder GP = absolvierte Spiele; T oder G = erzielte Tore; V oder A = erzielte Assists; Pkt oder Pts = erzielte Scorerpunkte; SM oder PIM = erhaltene Strafminuten; +/− = Plus/Minus-Bilanz; PP = erzielte Überzahltore; SH = erzielte Unterzahltore; GW = erzielte Siegtore; 1 Play-downs/Relegation; Kursiv: Statistik nicht vollständig)